# Taïna Adama Soro
Pour les articles homonymes, voir Soro.
Taïna Adama Soro est un footballeur ivoirien, né à Sogefia (Côte d'Ivoire), le 20 décembre 1981. Il évolue au poste de défenseur. Il fut international ivoirien à 4 reprises (2005-2006).
En fin de carrière il devient préprateur Physique puis entraîneur de football

## Clubs
- 2002-2004 :  Sabé Sports de Bouna
- 2004-2006 :  ASEC Mimosas
- 2006-2008 :  MTZ-RIPA Minsk
- 2009-2011 :  FK Minsk
- 2011-2012 :  PFK Shurtan Guzar
- 2013-2014 :  Chakhtior Salihorsk
- 2015-2016 :  Nioman Hrodna

## Palmarès
- Championnat de Côte d'Ivoire de football

- - Champion en 2005 et en 2006
- Coupe de Côte d'Ivoire de football
  - Vainqueur en 2005
- Coupe Félix-Houphouët-Boigny
  - Vainqueur en 2005
- Coupe de Biélorussie de football
  - Vainqueur en 2008

## Parcours Préparateur Physique et Entraîneur
- 2017-2018 : Préparateur Physique, EA réserve                        FK Minsk
- 2018-2019 : Préparateur Physique, EA puis Principal                Royal Djibi
- 2019-2020 : Préparateur Physique, entraîneur adjoint              AS Athlétic Adjamé
- 2020-2021 : Préparateur Physique, entraîneur adjoint                SOL FC D'Abobo
- 2021-2022  : Préparateur Physique, EA puis Principal               Olympic Sport D'Abobo OSA
- 07-03-2022: Préparateur Physique, entraîneur adjoint              Bouaké Football Club